# Lijst van voetbalinterlands Bosnië en Herzegovina - Noord-Macedonië (vrouwen)
Deze lijst van voetbalinterlands is een overzicht van alle officiële voetbalinterlands tussen de nationale vrouwenteams van Bosnië en Herzegovina en Noord-Macedonië. De landen hebben tot nu toe drie keer tegen elkaar gespeeld.

## Wedstrijden
| № | Plaats   | Datum             | Competitie           | Wedstrijd                               | Uitslag |
| - | -------- | ----------------- | -------------------- | --------------------------------------- | ------- |
| 1 | Prilep   | 19 november 2011  | EK 2013 kwalificatie | Macedonië − Bosnië en Herzegovina       | 2 − 6   |
| 2 | Sarajevo | 19 september 2012 | EK 2013 kwalificatie | Bosnië en Herzegovina − Macedonië       | 1 − 0   |
| 3 | Zenica   | 26 augustus 2021  | Vriendschappelijk    | Bosnië en Herzegovina − Noord-Macedonië | 1 − 0   |

## Samenvatting
| Competitie        | Totaal gespeeld | Winst Bosnië en Herzegovina | Gelijk | Winst Noord-Macedonië | Doelsaldo Bosnië en Herzegovina – Noord-Macedonië |
| ----------------- | --------------- | --------------------------- | ------ | --------------------- | ------------------------------------------------- |
| EK-kwalificatie   | 2               | 2                           | 0      | 0                     | 7 − 2                                             |
| Vriendschappelijk | 1               | 1                           | 0      | 0                     | 1 − 0                                             |
| Totaal            | 3               | 3                           | 0      | 0                     | 8 − 2                                             |